# Matthew Stewart
Matthew Stewart (Rothesay, Ilha de Bute, 15 de janeiro de 1717 – Catrine, Ayrshire, Escócia, 23 de janeiro de 1785) foi um matemático escocês, ministro da Igreja da Escócia.

## Vida
Filho do Dugald Stewart e sua mulher Janet Bannantyne.
Entrou na Universidade de Glasgow em 1734, onde foi aluno de, dentre outros, do filósofo Francis Hutcheson e do matemático Robert Simson, e com este último estudou geometria.
Pai do filósofo Dugald Stewart.
Sepultado no Greyfriars Kirkyard.